# 電源供應器

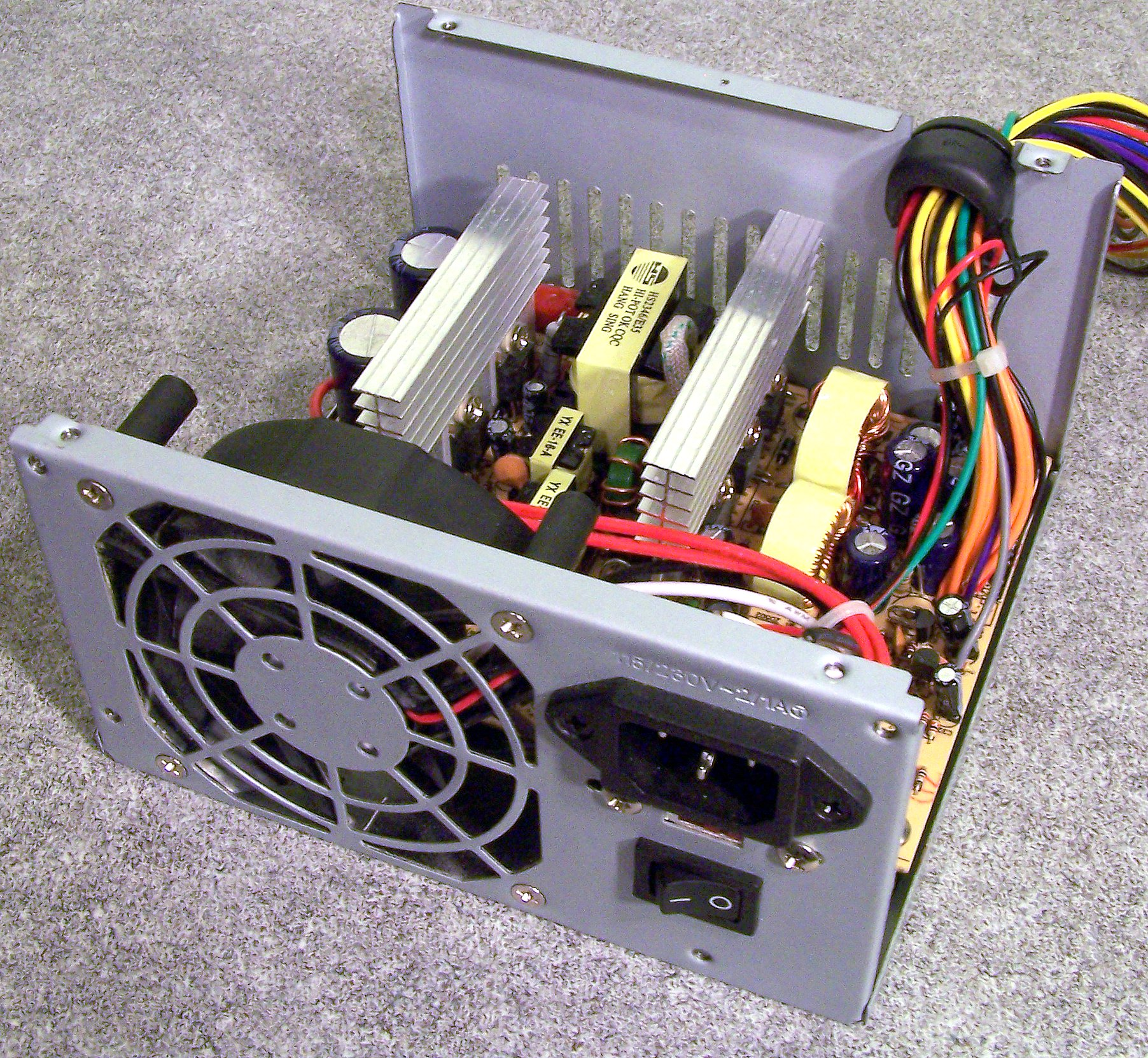
一個被揭開頂蓋的ATX規格之電源供應器

供電單元（power supply unit，PSU），又被称作電源供應器或電源供應單元，是電能轉換類的電源（有別於電池供電類的電源），主要功能為將標準交流電轉成低壓穩定的直流電，或直接將直流電轉成低壓穩定的直流電給某些特殊的器材使用。香港又稱火牛，是電牛的意思，意指電力供應者，源於早期變壓器造型似牛；用於電腦者，又俗稱电脑电源。
目前一般的電源供應器大都為開關模式電源，輸入電壓自動適應家用所在地點市電參數，而某些產品可能需要家用調整電壓切換開關。常用的ATX規格PC電源供應器，輸入電壓一般為 100V至 250V之間，輸入交流電頻率頻率 50Hz或 60Hz，輸出 12V、5V及 3.3V三種穩定的直流電壓。

## 功能
電源供應器主要的功是將牆上插座獲得交流電轉換為電子設備所能使用的低電壓直流電。由於在電子設備內不同零組件所需的電壓不同，且都都需要穩定連續的直流電壓，因此電源供應器可提供數個直流電壓；另電源供應器內必須配備電壓調節器/穩定器（穩壓器），來提供精確穩定的電壓值，來確保電子設備/電腦各組件的正常運作。「電源軌」/「電源線路」（power supply rail）或「電壓軌」/「電壓線路」（voltage rail）一般指電源供應器提供的各個電壓值。儘管這一詞彙常用於電子工程學上，部份人尤其是是電腦愛好者，在接觸並深入了解電子設備或電腦電源供應器的時候都會遇到這些名詞。
第一代微型計算機(又稱電腦)、家用電腦的電源供應器，是使用笨重的降壓變壓器配合整流器、濾波元件和穩壓器組成的線性電壓調節器。而現代電子產品或電腦則使用開關模式電源（SMPS）：市電直接進行整流和濾波以後，經高頻開關器（像是功率級BJT或功率級MOSFET）與鐵氧體芯高頻降壓變壓器組成的隔離型DC-DC轉換裝置降低為數直流電壓，再經穩壓、濾波裝置輸出供電腦使用的電能。开关型电源相对等效的线性电源要轻得多，成本更低，并且更有效率。
不少電腦或電子設備電源供應器還配備有短路保護、過載保護、過壓保護、欠壓保護、過流保護、温度保護等功能，保證電源供應器及其供電的設備能正常穩定工作。其中更有不少保護功能被列為行業標準。另外，一些功率較大的電源供應器，也會配備被動（無源）式或主動（有源）式的功率因數修正（PFC）技術，這個也成為行業標準。被動因數修正通常是採用電感電容補償電路或是填谷式電路實現，功率因數通常能達到0.7至0.9；而主動功率因數修正則更為複雜，但可獲得最高達0.99的高功率因數。為了控制電源供應器的發熱，也有電源轉換效率的下限限制，像是非正式行業認證的80 PLUS規範認證。
現代的電源供應器都配備待機功能，使電腦能通過作業系統來帶電安全關閉。由於系統關閉後電源供應器仍然提供電壓，只要主機板支援，可實現開關按鍵觸發開機、區域網路喚醒開機、電腦鍵盤滑鼠喚醒開機等等功能。

## 技術規格演變歷程

### 原始的IBM PC、XT以及AT標準

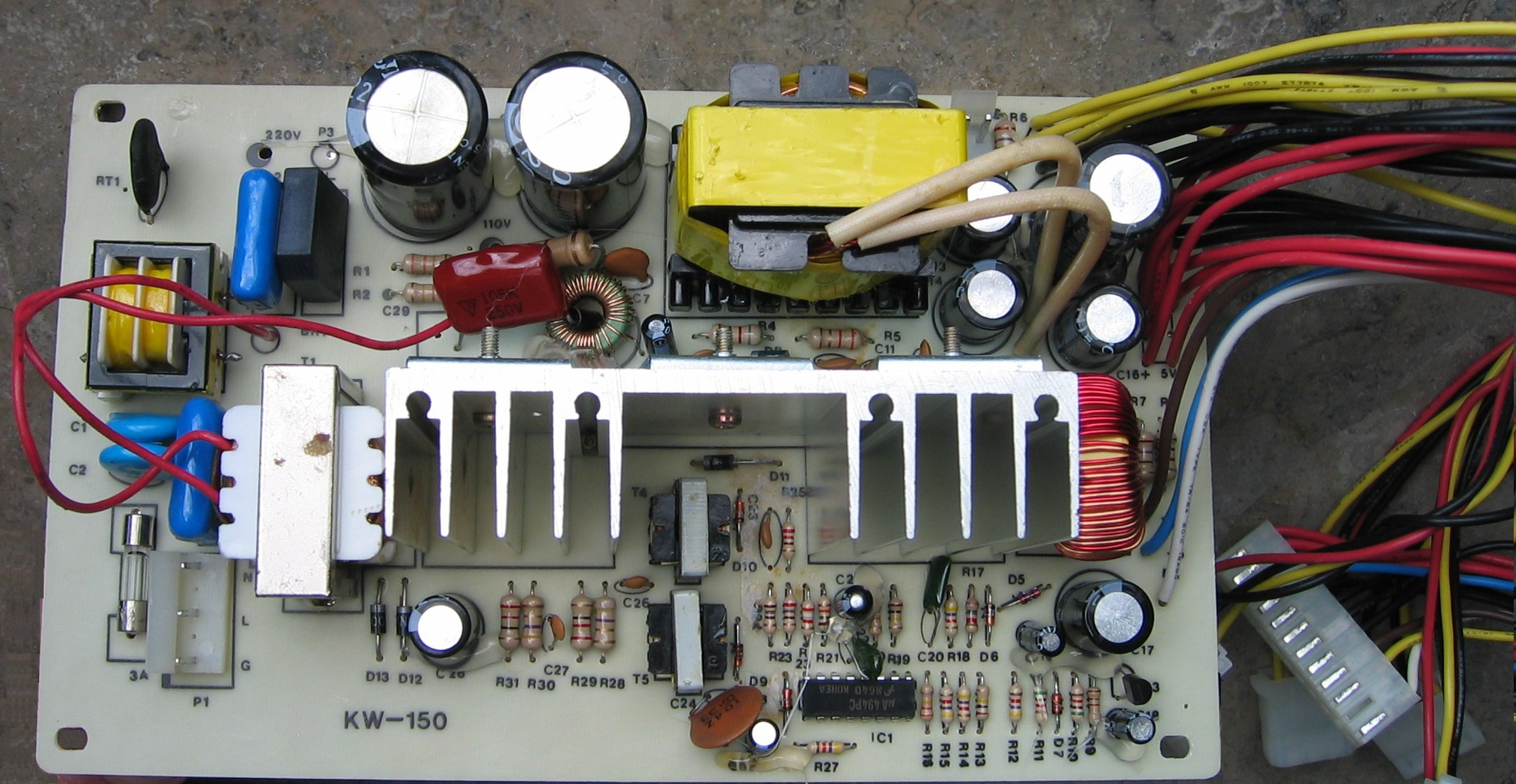
一個IBM XT電源供應器複製品的電路板

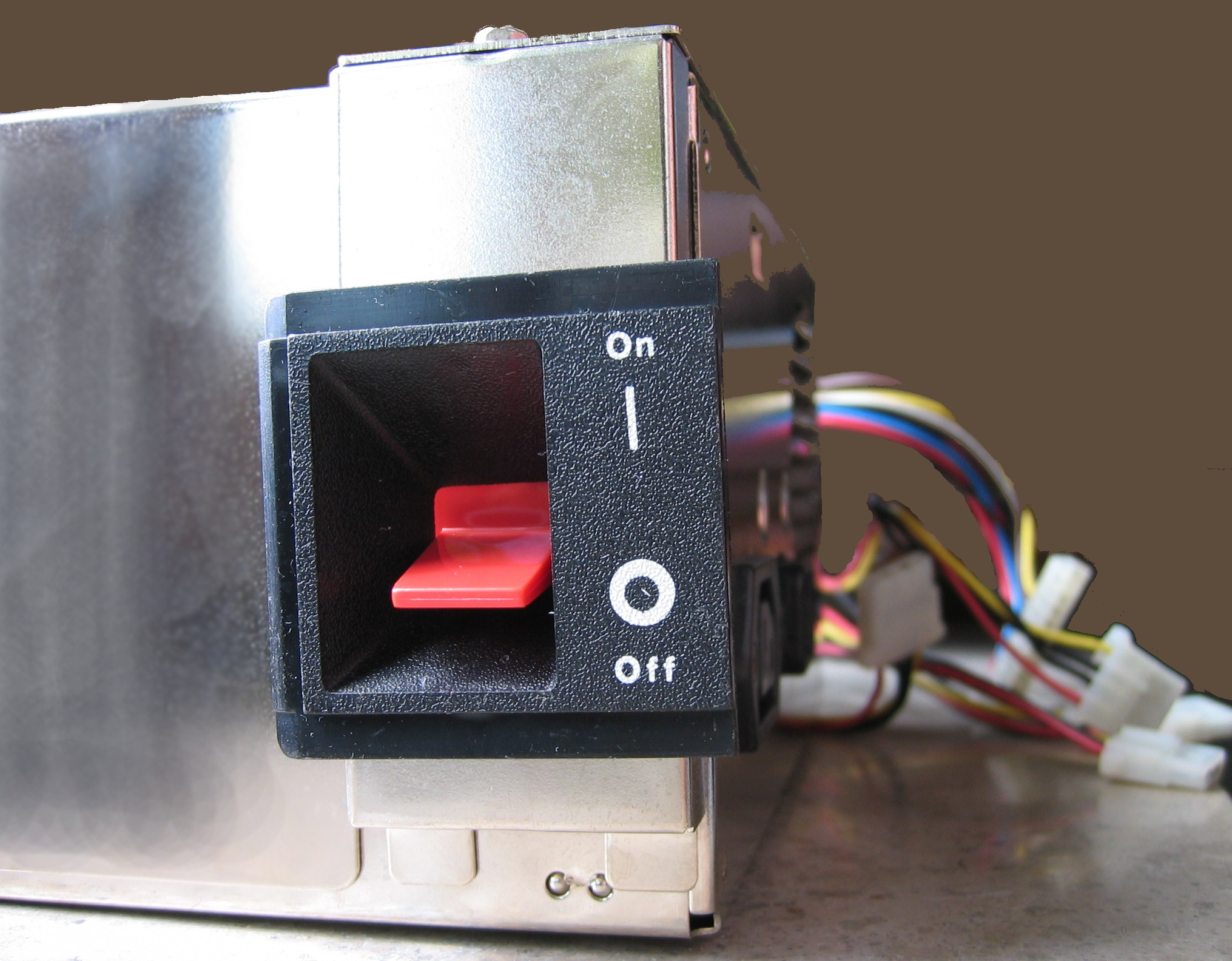
一般XT電源供應器標準的電源開關

最早期IBM PC的電源供應器，提供+5V、+12V兩組主電壓和-5V、-12V兩組負電壓，其中負電壓組所能提供的功率比較有限，只佔電源供應器總輸出功率中的一小部分。大部分的積體電路/晶片都在5V的電壓下運作。這種原始的電源供應器能提供63.5瓦的電功率，其中大部分電功率處於+5V電壓軌下。
+12V電壓主要用於馬達，像是硬碟機、冷卻風扇（包括安裝於散熱器上的）一類。而隨著像是磁碟機、光碟機等周邊裝置的增加，對+12V電壓軌上的電功率需求也日漸增多。然而，由於大部分的電能仍然是晶片所消耗，因此5V電壓軌仍然是輸出電源供應器總輸出功率中使用最多的電功率。-12V電壓軌主要為RS-232串列埠提供負電壓電源。而-5V電壓軌則是為ISA匯流排上的周邊裝置提供負電壓電源，並不會在主機板的供電上使用。
另外，這些早期的電源供應器還會額外提供一根稱為「Power Good」的線纜，用來防止數位電路在電源供應器通電後最開始的數毫秒內啟動運作，這數毫秒內電源供應器的輸出電壓和輸出電流都會上升，並不穩定，這種情況下不足以使電路正常運作。當輸出電壓穩定正常可滿足電路的供電需要，「Power Good」信號使得電源供應器內部的數位電路開始運作並能對電腦有效供電。
原始的IBM PC電源供應器中（型號5150），XT和AT規格的都包含一個線電壓電源開關，這個開關安裝在電腦機殼側面的延伸位置上。這種設計的變體出現在一些塔式機殼上，線電壓開關用一根短線纜連接至電源供應器上，可根據需要設計成電源供應器上一個可拆卸的部件。
一台早期的微型電腦，其電源供應器不是處於全開狀態，就是完全關閉，由機械式的線電壓開關控制，並沒有考慮設計一個在低耗電的空載模式時的節電功能。這些電源供應器一般不能像現在的電腦電源供應器那樣有待機、軟關閉等節電功能，或者是定時計劃開機控制等功能。
由於是「一直開著」的設計，在發生短路情況時，可能造成保險絲/熔斷器燒斷或爆開，或是有開關模式的電源會頻繁斷電，需要等上一段時間然後嘗試重新開機。一些電源供應器頻繁地重新開機時會使電腦發出聲音，像是周邊裝置的「tick-tock」聲以及主機板蜂鳴器的蜂鳴聲等等。

### ATX標準

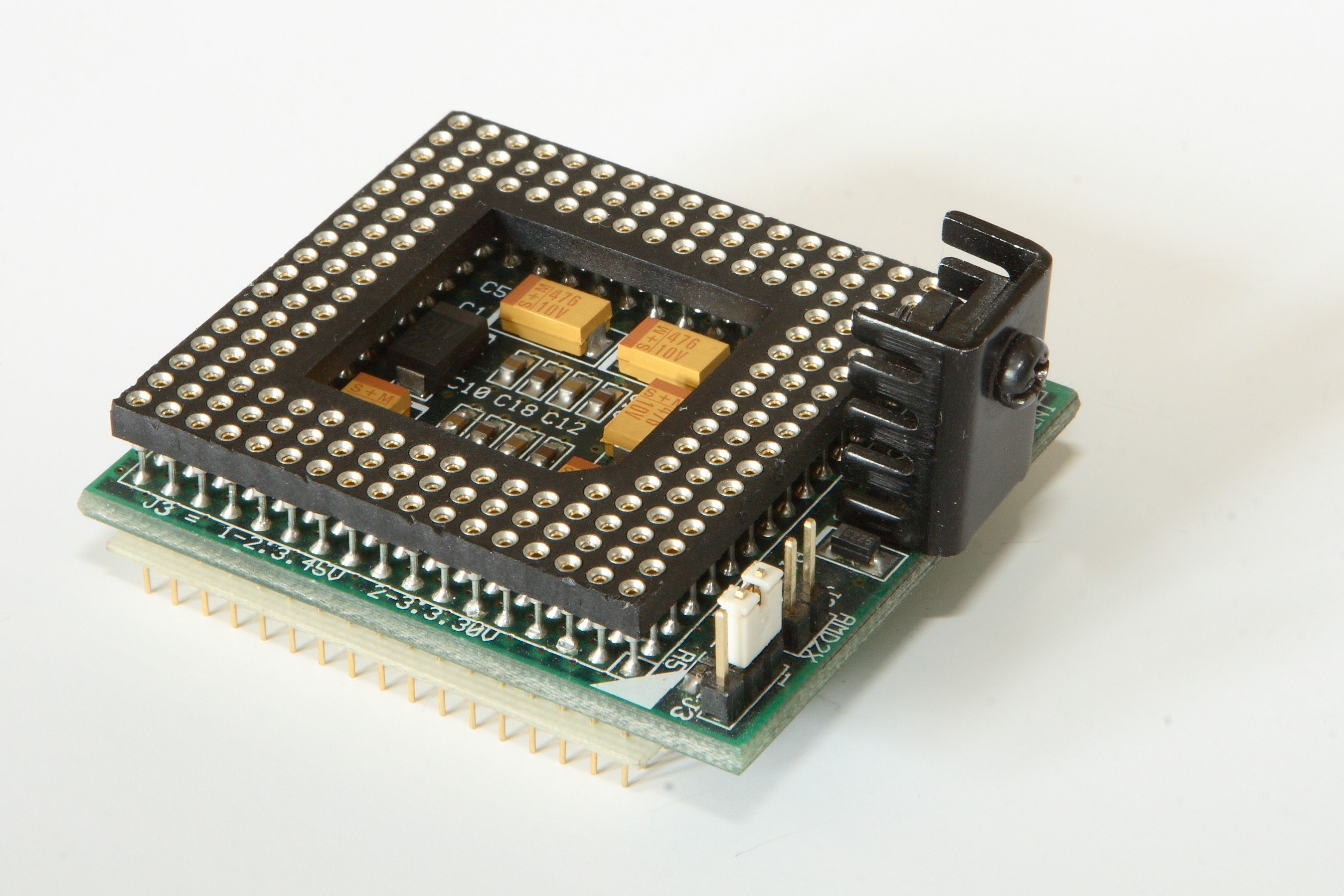
80486DX4中央處理器的電壓轉換器（5V轉換至3.3V）。注意它使用線性調節器，其上還覆蓋散熱片，這意味著在轉換過程中會產生廢熱造成電能浪費。

英特爾提出並發展ATX標準的電源供應器連接器（1995年正式發表）之後，運作於3.3V的微晶片越來越多。從1994年英特爾發布80486DX4微處理器開始,ATX標準有三個主要的正電壓通道：+3.3V、+5V以及+12V。而早期的電腦如果有晶片需要3.3V供電的話，當時典型的做法是串聯一個電路簡單但是轉換效率較低的線性電壓調節器，可以接入+5V電壓通道，輸出+3.3V電壓。
ATX連接器為3.3V電壓通道提供多股線纜及相應的電源連接埠，由於電壓更低，在導線上以及連接器上的電壓降相對+5V而言更為敏感。另一個ATX標準新增的是獨立於+5V供電壓通道的+5V SB (Standby)電壓通道，提供待機所需的電功率，另外只要不切斷交流電源，即使電腦已經關閉，其它電壓通道已經切斷的情況下，+5V SB仍然會提供小功率的直流電源。

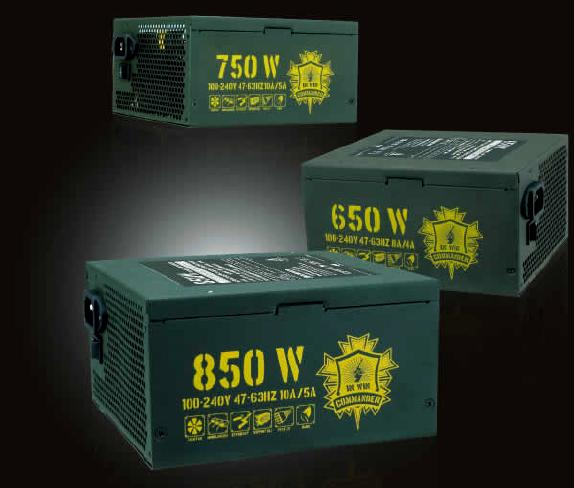
各種瓦數ATX電源供應器

與前代的AT標準相比，ATX標準電源供應器的連接器也會為主機板提供電力，以及「軟開關」功能。ATX標準的系統中，由於+5V SB電壓軌的存在，前置面板的電源開關被替換成一個觸發開關，和主機板連接，提供電源供應器控制信號來開通或關斷主電壓通道，而不是前代AT標準中前面板電源開關直接與交流電源線連接。此外，這個新設計也使得電腦在正常運作情況下無需按下前面板的觸發開關，即使通過作業系統等軟體提供的關閉功能也能關閉系統。

### ATX12V標準
晶片上的電晶體越做越小使得晶片本身也可越做越小，同時這些晶片的運作電壓也越來越低，通常電路密度最高的晶片（像是中央處理器）需要最低的供電電壓。為了能為英特爾奔騰處理器以及後來類似的微處理器提供低電壓大功率的電能，主機板上引入了電壓調節模組。一些新的處理器甚至需要在2V或更低的電壓時提供高達100A的電流，若將電壓調節模組安裝於電源供應器上，這對於相對遠離主機板的電源供應器來說是不切實際的，這樣做的話電源供應器的輸出導線將會過於粗壯以至於根本無法安裝。
最開始的時候，主機板上的電壓調節模組從電源供應器的+5V主電壓通道上取電，但是隨著晶片的電能需求的增加，同等電壓下需要提供的電功率越高那麼提供的電流也將越大，於是低電壓下為高耗電晶片提供充足的電功率會逐漸成為問題。為了降低5V電壓通道的供電壓力，當對供電需求更為飢渴的英特爾奔騰4微處理器發佈時，英特爾將處理器電壓調節模組的運作供電從+5V電壓通道改到+12V電壓通道，並額外增加了獨立的4-Pin P4連接器，以滿足奔騰4的電能需求。這一新的設計被定為ATX12V 1.0版標準。
現代高性能圖形處理器的供電問題也有和奔騰4相同的情況，導致不少個人電腦對+12V電源通道提供的電功率提出高要求。當年高性能圖形處理器推出後，一般的ATX電源供應器5V電源通道出現了供電緊張的情況，而且只能從12V電源通道上取得電源總輸出功率的50%至60%。因此，GPU研發商改變供電策略，改為主要從12V電源通道上取電，並要求電源供應器的12V通道上確保有200到250W（負載峰值，包括CPU和GPU在內的負載）的供電能力，特別是高效能GPU，更是推薦需要500到600W或更高的供電能力的電源供應器。大多數現代電源供應器的+12V電源通道可以提供電源總輸出功率的80%到90%的電功率，特別是大功率的電源供應器。
因為CPU、GPU的供電需求劇增，導致上述電源供應器的設計改變。因此若組裝新電腦，而使用年代較久遠的電源供應器為其供電，其+12V電源通道的供電能力比電源供應器整體的供電能力就更為重要了。
一些不肖廠商，利用很少使用者會留意也不清楚電源供應器的參數所代表的意義，而虛標他們生產的劣質電源供應器的參數，像是標上虛高的額定功率等，欺騙買家。

### +3.3V和+5V電壓通道
90年代至現今常用的電源供應器電路方案中，+12V、+5V和+3.3V都是從主變壓器線圈繞組中獲取並分立出三路獨立電壓供電線路。+3.3V和+5V電源通道在CPU、GPU等主要硬體及外圍PCIe裝置改用+12V電源通道配合電壓調節模組供電後，它們已經很少成為電源的限制因素了。通常只要+12V電源通道擁有充足的電功率提供即可。然而，如果電腦中裝有很多的硬碟機或是PCI裝置的話，會使+5V電源通道負載很高，當+5V電源通道出現超載時，若功率較小的會使用結構簡單的線性調節器+12V電壓通道上取電並降至+5V供給硬碟機或是PCI裝置使用，在功率較大的情況下則時會採用開關型調節器。
後來電源業界、行業協會等機構在電源轉換效率的角度上陸續推出認證標準，為了追求高轉換效率，一些ATX電源供應器，除了+5VSB通道以外，主變壓器統一做成只有+12V輸出通道，另外配合適當的非隔離式DC-DC模組等電壓調整裝置將從+12V輸出通道上取電，將12V電壓轉換為5V和3.3V電壓值分別作為+5V和+3.3V通道使用，以期減少變壓器損耗以提高轉換效率。

### 入門級電源規格
入門級電源供應器規格（Entry-Level Power Supply Specification，EPS）的電源供應器，是為高功耗電腦和入門級伺服器而設計的，而非簡單理解為低功耗電腦使用的電源供應器。這個電源供應器標準由伺服器系統架構論壇（Server System Infrastructure，SSI）制定。SSI由英特爾、戴爾電腦、惠普、HPE以及其它設計製造伺服器的公司參與，目的是制定伺服器的行業標準。EPS標準由ATX標準衍生而來，目前EPS標準規格的最新版本是2.93版。
EPS標準為嚴酷的伺服器工作環境（24小時不間斷運行、高溫、高容錯度等）以及相關應用場合提供強力、穩定的供電環境。EPS標準的電源供應器擁有一個24pin的主機板電源連接器以及一個8pin的+12V連接器，和現時的ATX標準相近，但除此以外，EPS標準還會為對電能需求較為飢渴的主機板系統額外提供了兩個4pin的12V連接器，提供一個4pin的要求電源供應器有700至800W的額定電功率，兩個都4pin提供的電源供應器更需要有850W以上的額定電功率。EPS標準的電源供應器，原則上和一般家用電腦、辦公電腦上常見的ATX、ATX12V標準的主機板都相容，但是可能會有機械結構層面上的衝突，主要是12V的連接器、較老的主機板上的主電源連接埠，連接器可能會突出插座。很多電源供應器廠商，其連接器是8+8pin和20+4pin形式的分離式設計來避免連接器突出插座的情況。EPS標準的推出，以及不少高效能高耗電硬體的出現，使後來版本的ATX標準的電源供應器索性將極其少用的-5V電源通道都取消以降低成本和複雜度。

### +12V多通道供電
| 供電通道 | 顏色標記 |
| -------- | -------- |
| 12V1     | 黃（黑） |
| 12V2     | 黃       |
| 12V3     | 黃（藍） |
| 12V4     | 黃（綠） |

當電源供應器的供電功率容量在逐步提升時，ATX電源供應器標準也跟著不斷修正，特別是自ATX標準2.0版以後，包括：
3.2.4.功率限制/危險電能等級

根據U1950 / CSA950 / EN60950 / IEC950的要求，在普通或過載的情況下，將不得在包括短路輸出在內的任何負載條件下連續輸出超過240VA的功率。——ATX12V電源供應器設計指導2.2版
這個規定是對任一線纜上通過的電功率（包括故障情況下）所作出的安全限制。過大的電功率，當電壓相同時，過高的電流會使線纜嚴重發熱，這會很可能使線纜表層的絕緣層（一般是塑料絕緣層）溫度過高而融化，而這樣又有很大可能引發火災事故。在現代電源供應器上，每根電線上容許通過的最大電流不超過20安培，不觸發電流過流保護時一般最大電流值在18安培左右。為了能提供超過18A電流的12V電壓直流電，會採用一組兩個或更多的電纜和相應的電流感測器並聯供電。不像保險絲/熔斷器或者斷路器，過流保護在電流過大時關斷電流輸出，過載狀態消失後自動重置以繼續正常供電。
理想狀態下，每組供電線纜中每根線纜由各自的12V電源供電，各配備一個限流裝置，但是這樣做的話成本會居高不下。在一條電纜通過的極限電流值尚遠大於一般情況下合理的電流值，通常電源供應器廠商將幾組線纜共用一12V電源，然後各根線纜各接上一個限流裝置上起單獨限流功效。顯然，如果這組線纜被限制在240VA，因此該組線纜中每根線纜都不至於電流過大。一般一個電源供應器會保證一個12V通道有至少17A的電流容量，而電流限制值為18.5A，誤差在8%上下，因此這些電源單一12V通道上的額定最大輸出最少也有17A，並確保能於20A以下關斷保護。
這數組供電就是所謂的「多路電源供應通道」。它們並非完全獨立供電，在電源供應器裡它們都由一個大電流供電能力的12V通道引出，但每根線纜有各自的過流保護電路。電流限制群組在電源供應器上被標註出來，讓使用者可留意到並避免在一個供電組上接上太多的大電流負載。開始時，帶有「+12V多供電通道」功能的電源供應器多暗示它們在+12V電源通道上能提供超過20A的電流，並被看作是好電源的特徵。然而，使用者發現使用時的不方便之處是需要在數個+12V電源通道上平衡負載。當電源供應器在製造完成後其連接器和對應的電源通道已經固定，並不能隨意將給定負載的連接器改到一個不同的電源通道上。
與增加更多的電流限制電路不同，不少製造商已經選擇無視設計指導要求。像是安裝電流容量更大的限流電路，將每個電源通道的電流限制值提升到20A以上；或者以單通道供電，取消限流電路（有些不肖廠商會在產品販售宣傳時卻告知是安裝了過流保護的，是非常明顯的欺詐行為。）。而從2.3版ATX12V電源供應規格中（2007年3月發布），取消了關於電源供應器最大輸出電流的限制。
由於此前的標準，幾乎所有的大功率電源供應器都宣傳它們實作了獨立的電源通道，然而這些宣傳多是不真實的，有不少還缺乏必需的電流限制保護電路，畢竟真正的多通道電源實作成本高，而且缺乏安全保護裝置也勢必降低買家購買意願（特別是安全意識較高的買家）。（一般會以「電流共用」或「供電通道融合」的名義掩蓋安全保護缺失的缺陷）

### 「12V-only」供電
2011年開始，富士通等一線廠商已製造出僅需要從普通ATX電源的12V電源通道取電或是從客制的12V電源供應器（典型額定功率250W至300W）上取電的主機板，這些主機板上已整合了DC-DC轉換模組，以提供5V和3.3V電壓。這種設計目的，是將5V和12V供電的裝置，像是硬碟機等，改為從主機板上取電而非從電源供應器自身引線取電。
「12V-only」供電的設計動機，主要是消除交叉負載的問題，簡化電源內部的線纜以提高電源內部的通風散熱效果，降低成本、提升電源供應器的效率以及降低電源供應器散熱風扇的噪音。
目前已知採用此種電源設計的較為知名的電腦，是戴爾電腦於2013年推出的商用個人電腦Optiplex 9020和Precision T1700，配備12V-only的電源供應器，其客制的主機板上額外安裝了非隔離式DC-DC轉換模組實作12V到5V、3.3V的轉換。之後，聯想M93P電腦採用12V-only的電源供應器，並在IS8XM主機板上獨力進行5V和3.3V轉換。
2020年Intel推出ATX12VO規範，ATX12VO電源供應器僅提供12V電壓輸出，USB、硬碟等裝置所需的5V、3.3V電壓由主機板變壓，ATX主接頭由24-Pin精簡為10-Pin。

## 額定功率標定
電源供應器的總額定輸出功率(Watt)，是由從同一高頻變壓器上分出的各路電壓通道的額定輸出功率以及關鍵元件的參數（像是功率級FET或BJT/GTR的最大電流容量)計算而得。個人電腦的電源功率需求差異很大，從250W以下的低功耗平台，到超過1000W的多顯示卡/多CPU平台都有。而目前常見的電源供應器，額定功率一般在300W到500W之間。電源供應器一般都被設計為比計算出的理論「系統最大功率」數值要多出40%的功率餘量，這樣做一來是避免系統效能下降，二來是應付可能突如其來的過載。電源供應器上也會標示出總功率輸出（有的標示額定功率，但有的標示最大峰值功率，注意一般以前者為準），或者會另外標示出各電壓通道的最大電流限制。一些較低端的電源供應器，為圖利潤可能會閹割過載保護元件及電路。
電腦系統所需的最大功耗，是由電腦內各主動組件（顯示卡、主機板、CPU、內存、硬碟機、散熱風扇等需要電能工作的組件）各自需要的最大電功率之總和所決定，電腦廠商、DIY使用者需根據此選用電源供應器。對於目前的功耗大戶之—顯示卡而言，電源供應器的12V輸出通道的額定輸出功率/最大輸出電流，是必須注意的。而電腦主動組件的製造商，特別是顯示卡、主機板廠商，都會在其使用說明書上標明需要額定功率多少瓦的電源供應器。另外，像是CPU、顯示卡的熱設計功耗（TDP）數值，也不時被人們作為電源供應器選用的參考，但要注意的是，TDP不等同於組件的實際功耗，TDP主要是作為散熱器選用的所需參數。而硬碟機、光碟機上，一般都會有明確的額定輸入電壓、所需最大電流的參數。
一般而言，搭配電腦或電子設備的電源供應器總輸出功率都會大於電腦或電子設備所需的總功率,以因應可能超載的安全考量額度。但如此一來在低負載功率時與其他採用符合輸出功率的電源供應器相比,就會有較差的效能表現或是浪費更多的電力。
額定功率既是電源供應器的一項參數指標，也是廠商的宣傳點之一。而某些電源供應器的廠商，會宣稱其產品擁有多大的輸出功率，但是往往實際的額定輸出功率會偏低，較為惡劣的甚至只有宣稱值的一半不到。更為複雜的，有部分電源供應器的5伏電壓通道是從12V電壓通道上降壓獲得的，如果12V通道的電流容量不足，或是5V通道的穩壓電路電流容量不夠，會導致12V通道或5V通道在遠未達到電源供應器的標稱總額定功率時就出現過載情況。
除此以外，還有3.3V電壓通道從5V電壓通道上取電，或者非隔離式DC-DC方案裡5V、3.3V通道均從12V通道上取電的設計，此時5V以及3.3V通道的最大電流就會受到12V通道的最大電流容量限制。以3.3V通道從5V通道上取電的例子，3.3V通道擁有10A的電流容量（即擁有33W的輸出功率），而5V通道則擁有20A的電流容量（即100W的輸出功率），但是若兩者的聯合輸出功率最大只有110W，那麼，當3.3V通道達到該通道的最大輸出功率時，5V通道上僅能最大輸出77W。

## 轉換效率
轉換效率是指電源供應器能將輸入電力轉換成多少輸出電力的百分比。舉例來說, 如果轉換效率只有50%，一個1000瓦的電力在轉換後, 只有500瓦的電力可用, 而另外50% (500瓦)的電力則被轉換成廢熱能,不但浪費原來的電力,更加重散熱系統的負擔。而更需努力運轉以散除這些廢熱能的散熱系統,又會耗損更多的電力。因此才有80 PLUS這樣的標準推出。 

## 外觀規格
| 電源供應器尺寸標準 | 寬度 (mm)  | 高度 (mm) | 深度 (mm) |
| ------------------ | ---------- | --------- | --------- |
| ATX12V / BTX       | 150        | 86        | 140       |
| ATX large          | 150        | 86        | 180       |
| ATX – EPS          | 150        | 86        | 230       |
| CFX12V             | 101.6+48.4 | 86        | 096       |
| SFX12V             | 125        | 63.5      | 100       |
| TFX12V             | 085        | 64        | 175       |
| LFX12V             | 062        | 72        | 210       |
| FlexATX            | 081.5      | 40.5      | 150       |

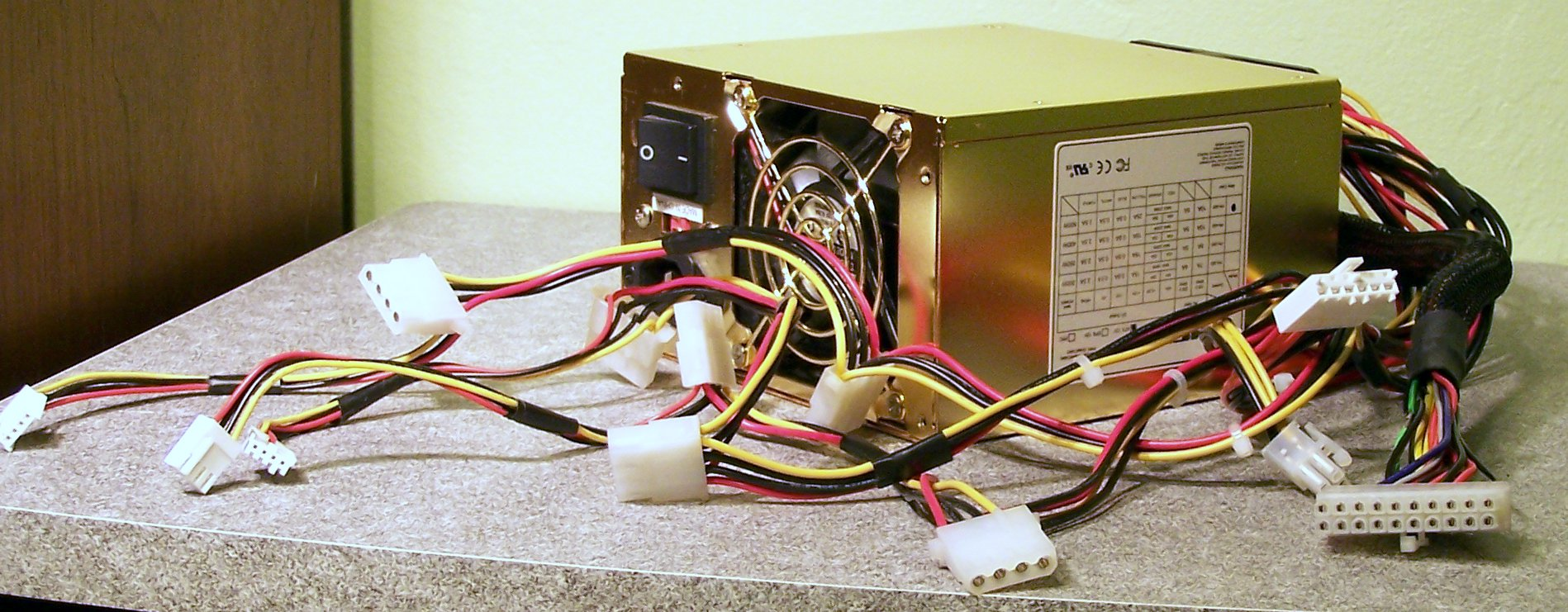
電腦電源供應器及其引出電線的各式連接器

大部分的桌上型電腦電源供應器，外觀上是一個長方體金屬盒，其上有兩面是散熱風扇入風口及出風口格柵及符合IEC 60320 C14標準的交流電源連接器，相對交流電源連接器的另一面則引出多股附有連接器的電線組。可能還會帶有交流電源開關或是輸入交流電壓切換開關（也可能兩者均有）。
電源供應器的一面會貼有電源供應器的技術參數資訊，主要資訊包括電源供應器的廠牌及其型號、各種安全規格認證、各電源通道的輸出電流、額定功率和最大功率等。
現代ATX電源供應器的標準尺寸為150 mm寬、86 mm高、140 mm深。而實際上，除了寬度和高度都需要嚴格符合標準以外，廠家可以自定電源供應器的深度，有時即使是同廠牌的但不同型號的電源供應器，其深度也會有所不同。另外，一些電源供應器引出的多股電線，會扎有束線帶或是包覆軟管套，這樣除了美觀以及易於整理以外，還可以減少對電腦機殼內散熱風道的妨礙。

### 連接器規格
一般，電源供應器會有以下這些連接器（幾乎全部是Molex Inc Mini-Fit Jr的專利產品，除非另外說明）：
- 直流輸出組：

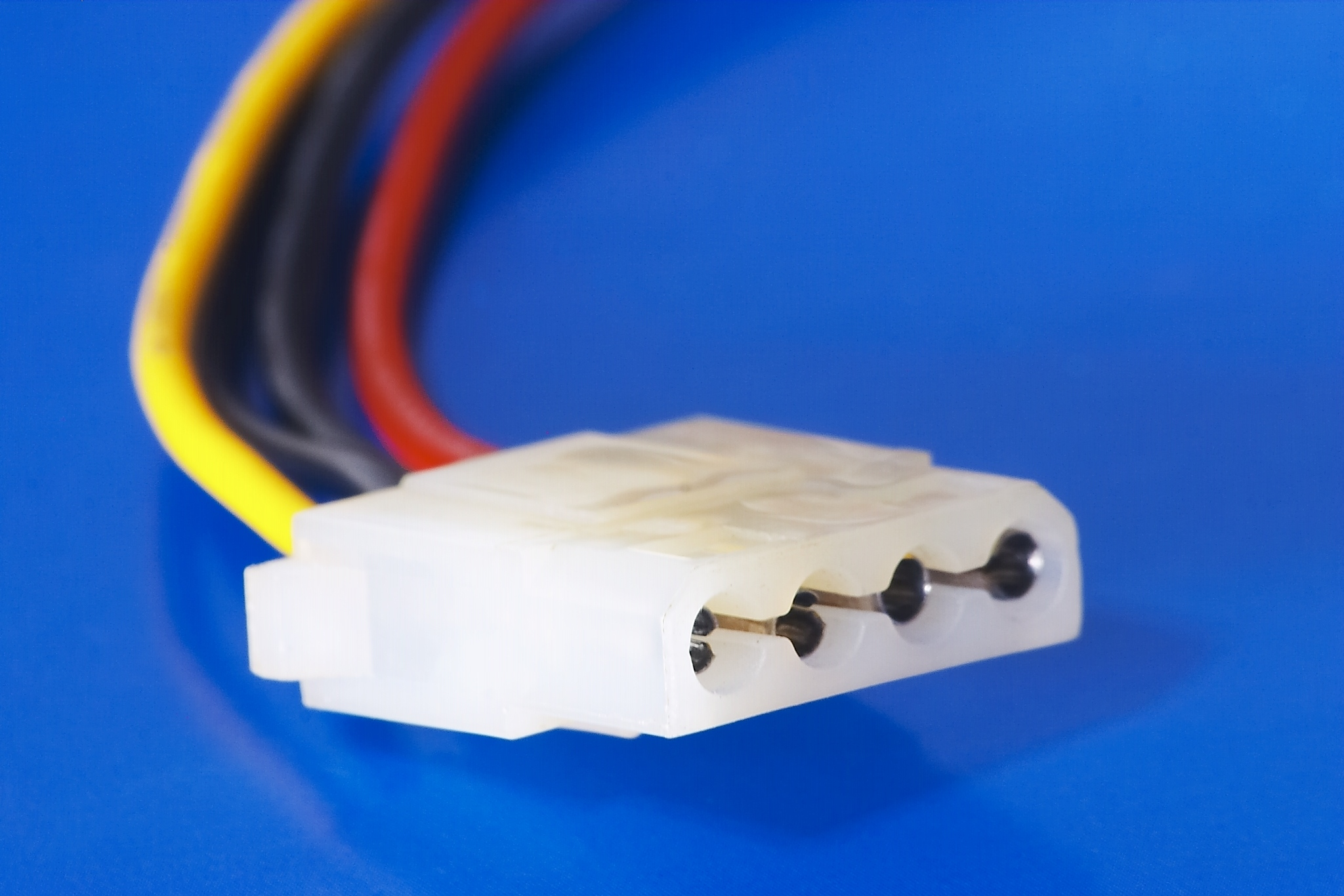
D型大4針連接器

  - 「ATX motherboard」ATX主機板連接器（常作「P1」)：這個連接器用來將電源供應器的主電源與主機板的主供電插座連接，為主機板供電。這個連接器是20針或24針的。其中一根針腳為PS-ON線，一般線纜為綠色外皮。它是電源供應器的所有連接器中個頭最大的。在老式的AT標準中，該連接器的前身是分成兩個插座，分別稱「P8」和「P9」。24針的接頭在原來20針的相容基礎上再增加4針腳，即是「20+4-pin」形式，因此24針的主電源連接器，解開4針接頭以後，可用於20針主電源插座的主機板。
  - 「12V only」電源連接器（被標示為「P1」，儘管它與ATX 20/24針連接器及插座互不相容）：這是一個10或16-pin Molex連接器，為主板提供3或6條具有公共迴路的12 V線路，“電源正常”信號，“ PSU ON”信號和12或11 V輔助電源。 一根引腳未使用。[17]
  - 「12V only System monitoring」 (P10)：這是171822-8 AMP或等效的連接器，用於為電源風扇供電並回饋感測訊號。[17]
  - 「ATX12V」4針電源連接器（也稱作「P4電源連接器」）：除了20/24針主電源連接器以外，第二隻連接主機板的電源連接器。這一路12V主要用於CPU的供電。現時已發展為8針電源連接器，即EPS12V標準，在原來4針的相容基礎上再增加4針腳，即是「4+4-pin」形式，容納更大電流，以滿足功耗更高的CPU。
  - 「大4針」外設電源連接器：這種連接器幾乎是此前所有硬碟機的標準電源連接器，直到現時也是大部分電源供應器標準配備的連接器。標準實作是，兩根黑色的線纜作為地/GND，一根紅色線纜作為+5V供電，一根黃色線纜作為+12V供電。除了硬碟機以外，也用於各類主機板擴展卡、機殼風扇、機殼燈光、除了ATX12V規範以外的主機板輔助供電等，也曾用作顯示卡的外掛輔助供電連接器。也有大量大4針轉SATA 15針電源連接器的轉接器推出。
  - 「小4針」Molex電源連接器，也稱迷你連接器（Mini-connector）、Mini-Molex、博格連接器（Berg connector）：是Molex日本分公司的作品，電源供應器上個頭最小的連接器，主要供磁碟機使用。在PCIe外掛供電連接器出現前，也曾用作高階AGP、PCIe顯示卡的外掛輔助供電的連接器，和大4針電源連接器一樣也能用於各式外設的供電連接。其針腳排布與「大4針」的類似，也是目前大部分電源供應器的標準配備。
  - 「Auxiliary」輔助電源連接器：有幾種類型的輔助連接器來提供額外的電源，通常為6針，如適用者。
  - 「SATA」15針電源連接器：為SATA裝置使用的15針連接器，提供+3.3V、+5V以及+12V的電壓。
  - 「PCIe 6針」外掛輔助供電連接器：現時的電源供應器都提供了這種6針電源連接器，用於PCI Express顯示卡的外掛供電以滿足其越來越高的用電需求，一隻6針外掛供電容許75瓦的電功率通過。
  - 「PCIe 6+2針」外掛輔助供電連接器，也作「PCIe 8針」：PCIe 6針外掛供電連接器的升級版，在原來6針的相容基礎上再添加2針腳，即是「4+4-pin」形式，用於PCIe顯示卡的外掛供電。常見於大功率電源供應器（一般400瓦以上，但也有300瓦的電源供應器配備這種連接器），以及高階PCIe顯示卡，每隻插座容許的功率更大，達150瓦。

- 交流輸入：
  - 一個IEC 60320（C13/C14）規範的連接器（插座與插頭）用作市電輸入。

### 輸出線模組化

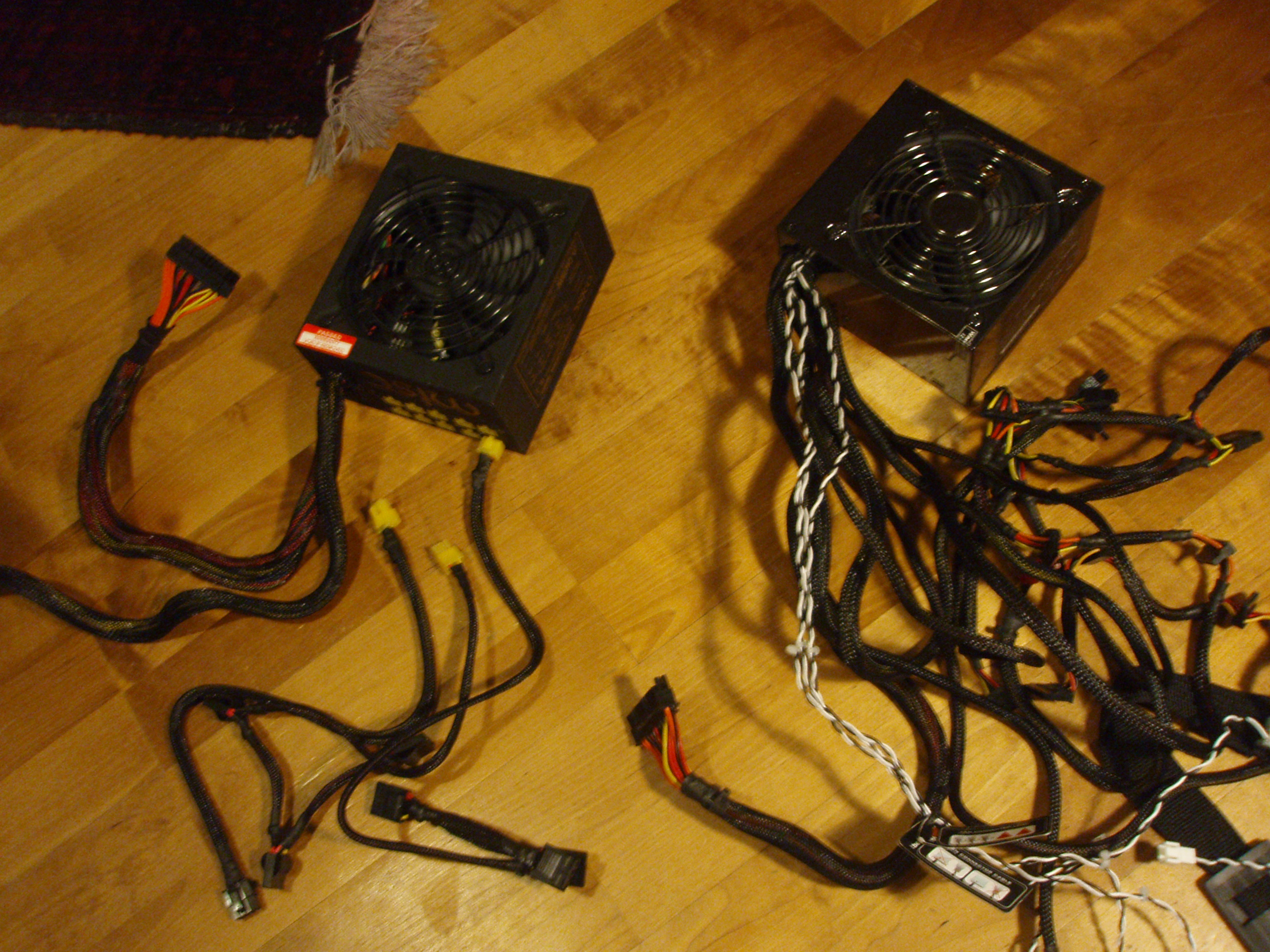
圖左：半模組化電源供應器；圖右：非模組化電源供應器

模組化電源供應器（Modular PSU）提供可擴展的輸出電線插座，以及可拔插的電線。一般傳統非模組化電源供應器會為外設預留多組線纜供用家擴展電腦內組件，而暫時用不到的電線往往會佔據機殼內的空間。因此，使用模組化電源供應器，電腦廠商以及用家可以因電腦內組件的需要來插裝所需的電線，暫時用不到的則留空電源供應器的輸出電線插座即可。由於機箱內的電線數目減少，可改善通風和散熱。但由於多了一個接觸面，電阻會輕微增加。電線與電源供應器輸出的插頭及插座，則是有各自的標準，較為常見的有和顯示卡上的PCIe外掛供電一樣的6+2針接頭，也有傳統的Molex的D型大4針接頭，以及Molex新的專用15針插座等等。
根據連接主機板的20+4針及4+4針電源線是否也可拔除，模組化電源也分為全模組化電源供應器以及半模組化電源供應器。全模組化PSU的所有電線都可移除。半模組化PSU只有部份電線都可移除，用來連接主機板和CPU的24-pin和8-pin通常會保留。

## 其他尺寸
除了標準ATX規格以外，還有SFX、TFX12V等為小型尺寸規格，被MicroATX、FlexATX、mini-ITX等小尺寸主機板和機殼使用，其散熱風道也有刻意適應小尺寸系統。隨著電源供應器的轉換效率提升，更有低負載停轉甚至是被動散熱的小尺寸機種出現，有的還乾脆做成與工業電源模組類似的外觀規格，但直流輸出仍然是標準ATX規格。
大部分的可攜式電腦（不是筆電）以及像是Mac mini、Intel NUC這樣的迷你主機會附帶一個20W至200W的電源變壓器，筆電上也配備俗稱「火牛」的變壓器供充電及無電池情形下使用，不過它們使用的一般是19V～24V直流輸入的規格（也有一部分仍是12V輸出規格），12V、5V、3.3V以及其它非ATX標準的電壓之轉換在主機板上完成，這些已不屬於ATX規格的範疇。有些外置的電源供應器還能通過一些匯流排協定傳輸像是電流、電壓、功率等參數的資料到電腦主機板上供監測用，比如戴爾的一些筆電，其配備的變壓器有1-Wire匯流排與筆電電源的連接埠中特定腳位連接（這樣的設計也使得其可能不相容副廠的變壓器）。
而伺服器以及部分高階工作站上，搭載的電源供應器還有冗餘模組設計，每個冗餘模組是獨立供電的，可以在運行時移出或添加電源模組（至少剩餘一個或若干模組正常運行）。
這樣的冗餘電源供應器，可以讓主機在不斷電的情況下進行更換其電路或變壓器等工作。

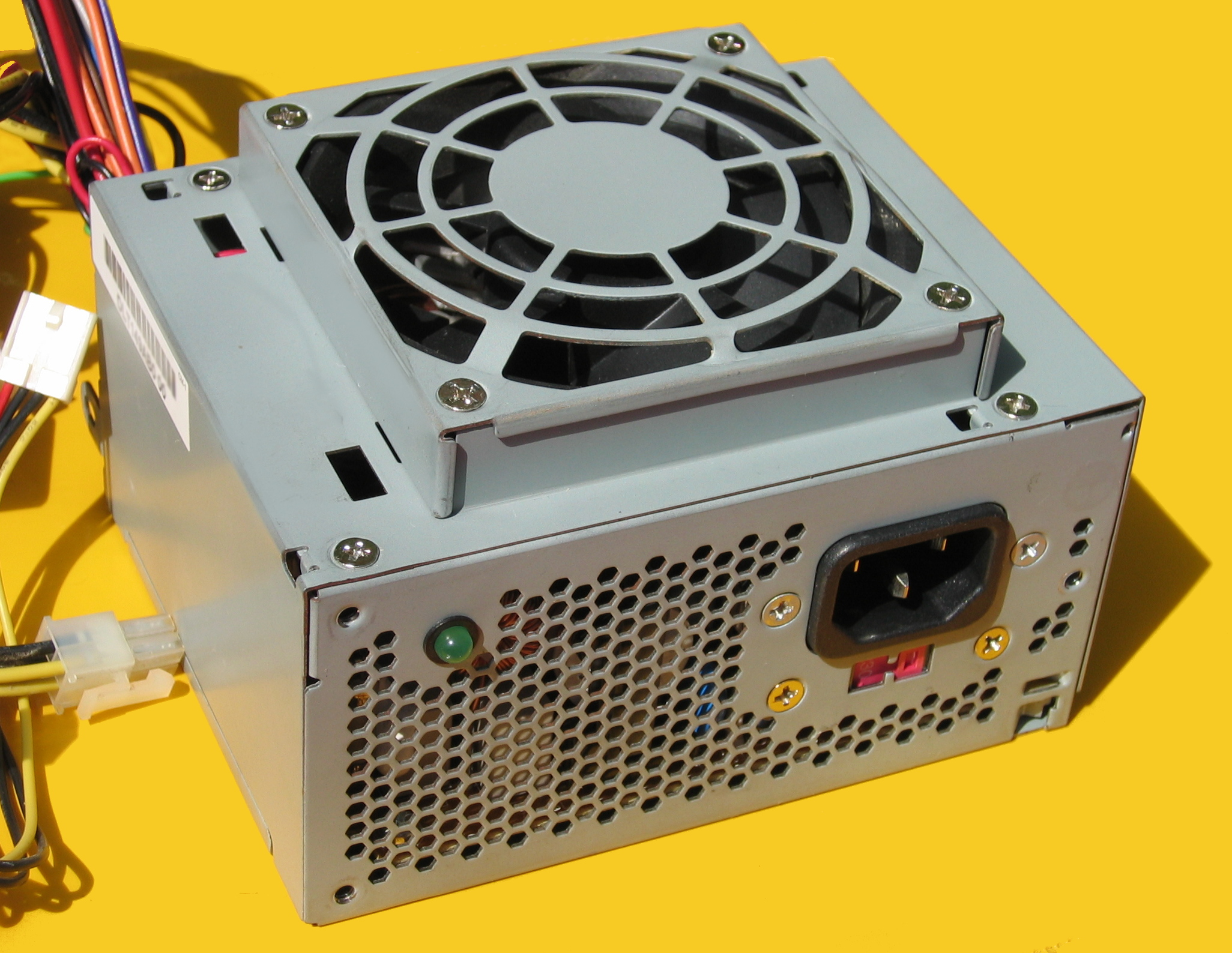
SFX尺寸的電源
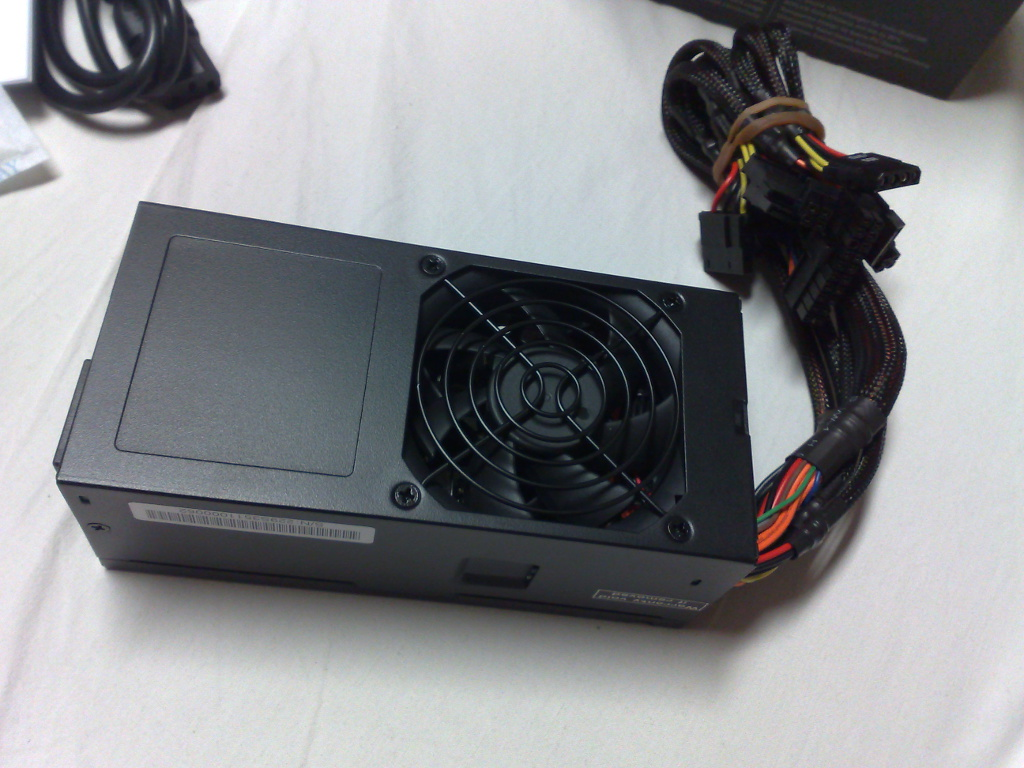
TFX尺寸的電源
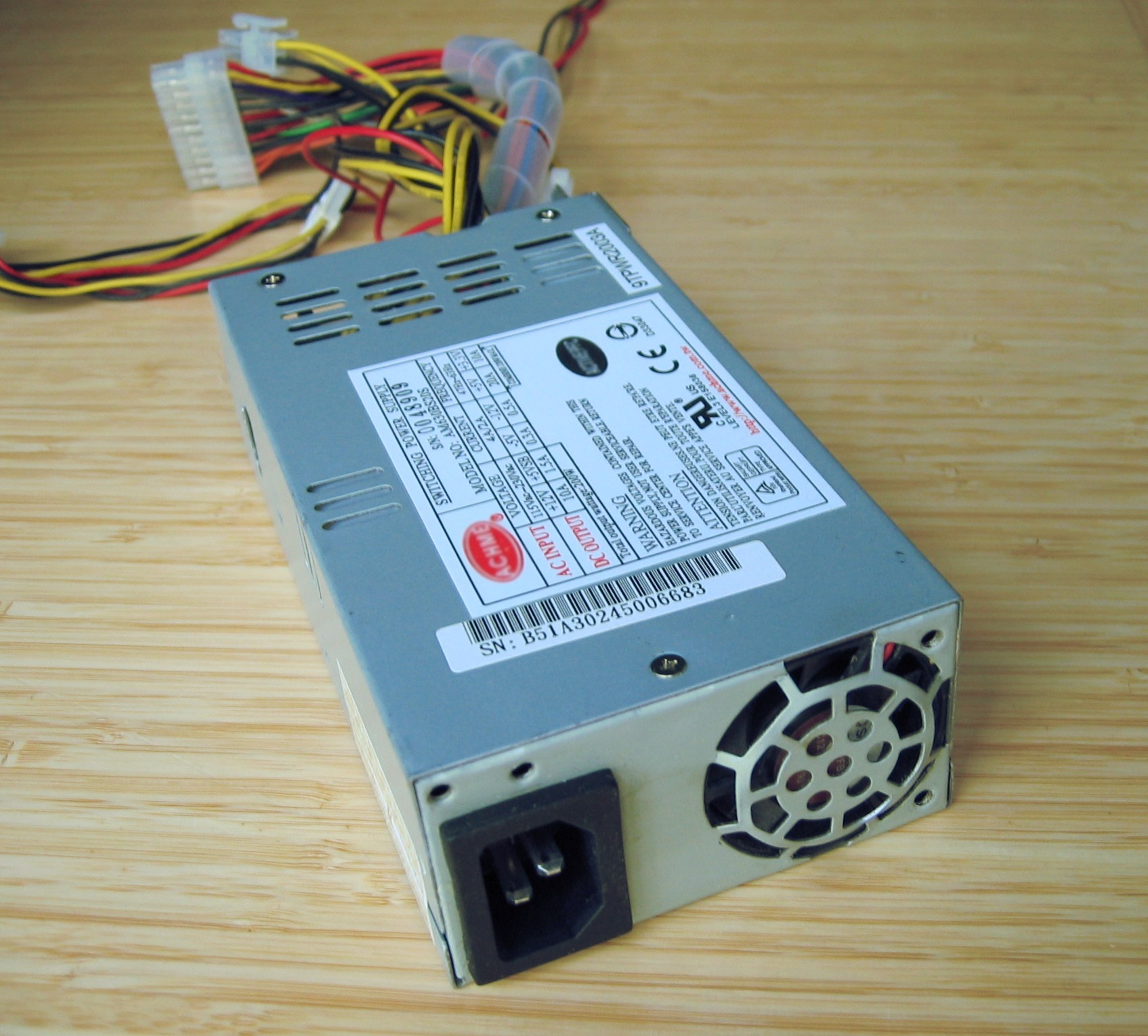
FlexATX尺寸的電源
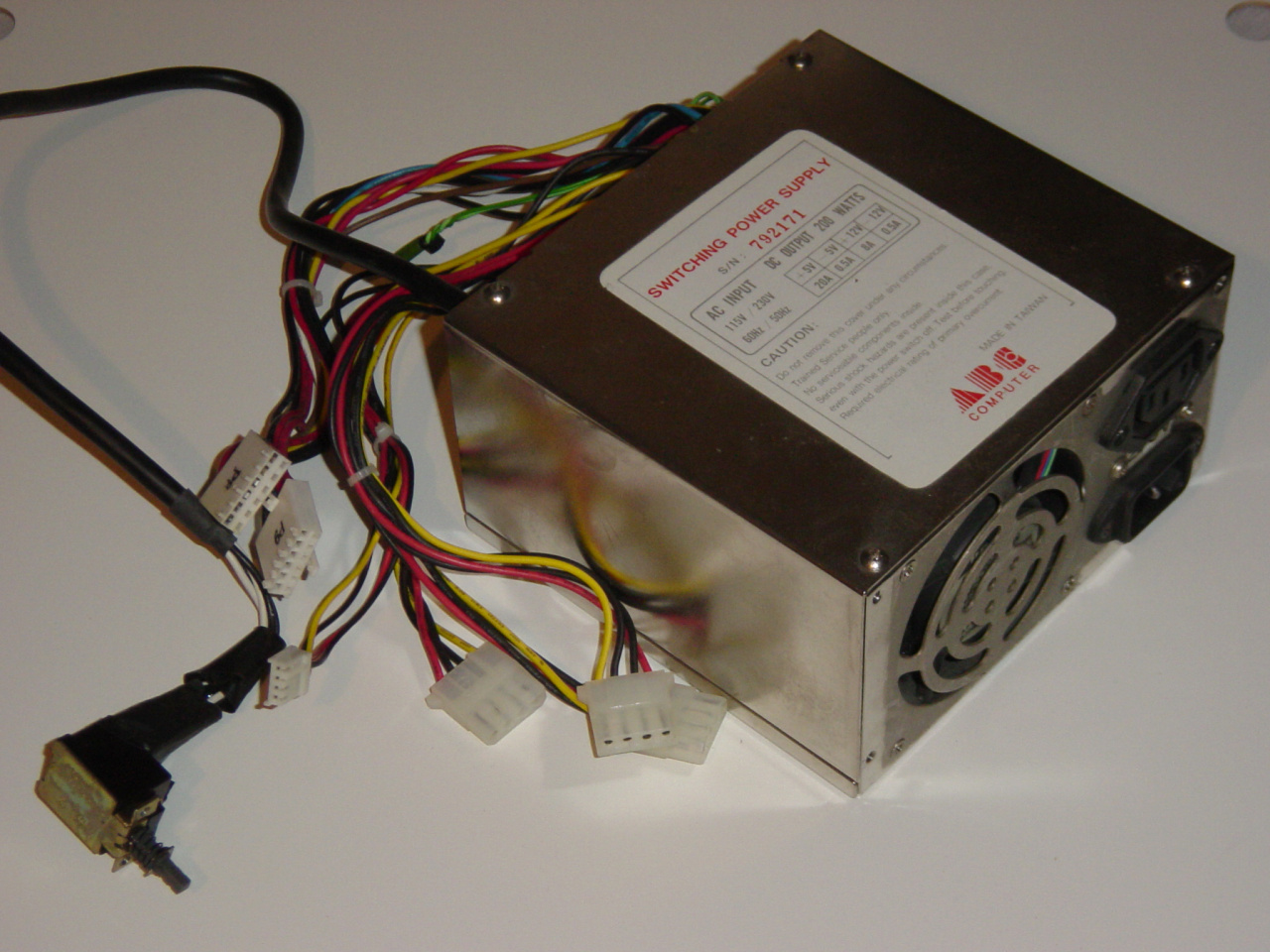
改成ATX尺寸的AT規格電源
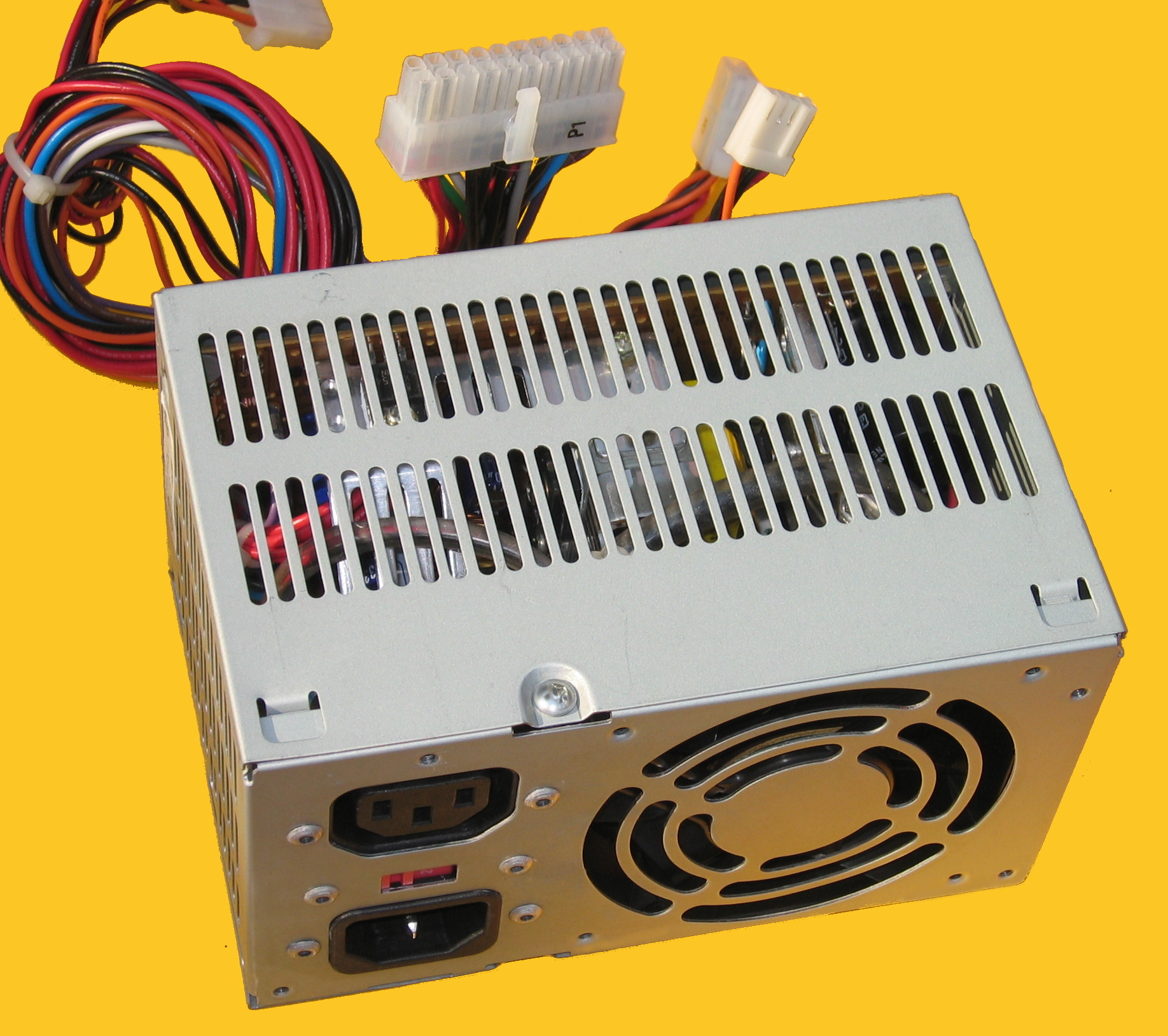
PS3（不是PlayStation 3）規格電源供應器，比ATX短，最大輸出300W的電功率
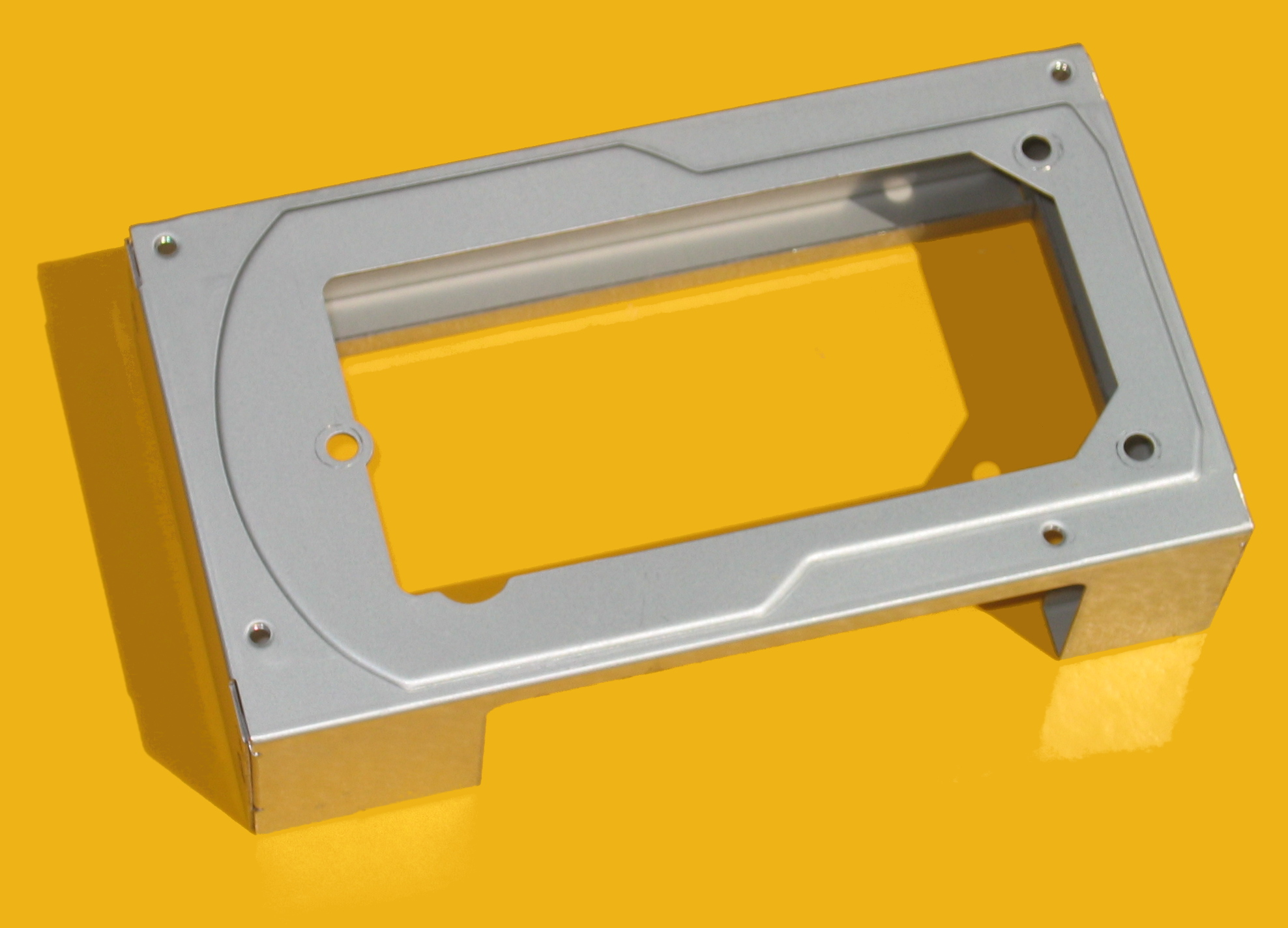
SFX轉ATX/PS3規格的轉接架

## 連接器針腳圖

ATX 2.x版規範中的主機板電源連接器插座孔位俯視圖，上方是標準24針連接器插座，下方是「P4」的4針外掛CPU供電插座。對於8針的外掛CPU供電插座，多出的4根針腳排布與原來4針的一樣，差別僅在於插座孔位的防呆設計

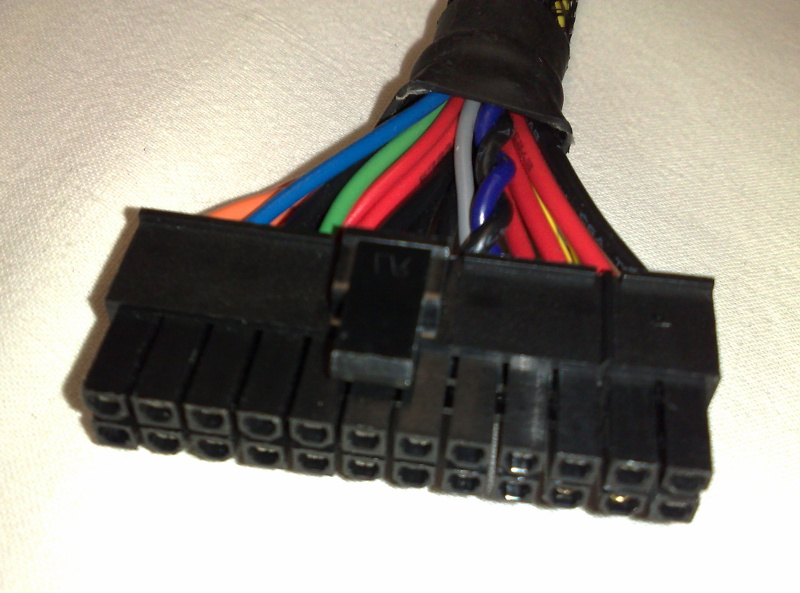
24針ATX主機板電源接頭，其中第11、12、23以及24針腳被做成可分離式的4針接頭的設計，使它可以與舊的20針ATX主機板電源插座相容。

| 線纜顏色 | 針腳號 | 針腳用途        |
| -------- | ------ | --------------- |
| 橙       | P8.1   | Power good      |
| 紅       | P8.2   | +5 V            |
| 黃       | P8.3   | +12 V           |
| 藍       | P8.4   | −12 V           |
| 黑       | P8.5   | 接地（COM/GND） |
| 黑       | P8.6   | 接地（COM/GND） |
|          |        |                 |
| 黑       | P9.1   | 接地（COM/GND） |
| 黑       | P9.2   | 接地（COM/GND） |
| 白       | P9.3   | −5 V            |
| 紅       | P9.4   | +5 V            |
| 紅       | P9.5   | +5 V            |
| 紅       | P9.6   | +5 V            |

| 線纜顏色             | 針腳用途        | 針腳號 | 針腳號 | 針腳用途        | 線纜顏色 |
| -------------------- | --------------- | ------ | ------ | --------------- | -------- |
| 橙                   | +3.3 V          | 1      | 13     | +3.3 V          | 橙       |
| 橙                   | +3.3 V          | 1      | 13     | +3.3 V 感应     | 棕       |
| 橙                   | +3.3 V          | 2      | 14     | −12 V           | 藍       |
| 黑                   | 接地（COM/GND） | 3      | 15     | 接地（COM/GND） | 黑       |
| 紅                   | +5 V            | 4      | 16     | Power on信号    | 綠       |
| 黑                   | 接地（COM/GND） | 5      | 17     | 接地（COM/GND） | 黑       |
| 紅                   | +5 V            | 6      | 18     | 接地（COM/GND） | 黑       |
| 黑                   | 接地（COM/GND） | 7      | 19     | 接地（COM/GND） | 黑       |
| 灰                   | Power Good信号  | 8      | 20     | 保留            | 白       |
| 紫                   | +5V 待机        | 9      | 21     | +5 V            | 紅       |
| 黃                   | +12 V           | 10     | 22     | +5 V            | 紅       |
| 黃                   | +12 V           | 11     | 23     | +5 V            | 紅       |
| 橙                   | +3.3 V          | 12     | 24     | 接地（COM/GND） | 黑       |
| 1. 2. 3. 4. 5. 6. 7. |                 |        |        |                 |          |

## 認證
一般的安規認證標誌（會因為銷售地區不同而有不同的認證）有UL（UL 60950-1）、GS、TÜV/cTUVus、NEMKO、SEMKO、DEMKO、FIMKO、CCC/CUL、CSA、VDE、GOST R、BSMI以及EN60950-1:2006 + A11 + A1 + A12等。而一般的電磁干擾認證標誌有FCC、CE標誌以及C-Click。在歐洲以及印度販售的電源供應器必須符合CE的標準並附帶CE標誌。另外，也有RoHS環保標誌、80 PLUS轉換效率標準認證等認證標誌。

## 使用壽命
電源供應器的使用壽命主要參考其平均無故障工作間隔（mean time between failures，MTBF），這個數值越高則代表該種裝置的平均使用壽命更長更可靠。使用較好的電子元件，並且在不達到它們極限參數狀態下工作、散熱良好，降低元件損毀的機率，也可提高MTBF數值。

## 測試
一些測試儀可以簡單測試電源供應器能否運作正常，像是「ATX電源供應器測試儀」。以其為例，使用者可以測量各電壓通道的輸出電壓，確認其是否輸出正常，若加入負載測試的準確度則會更好。
除了電壓測試外，還有一個重要的測試就是穩壓性能測試，即漣波抑制表現。而這類測試需要連帶負載，並且需要像是示波器一類的監視裝置來進行。

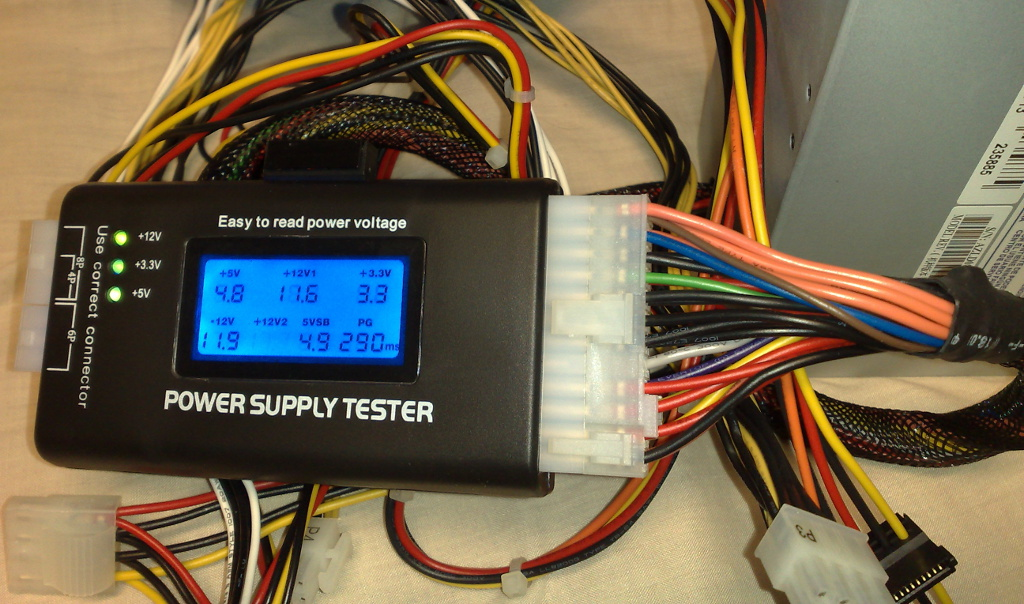
帶有LCD顯示屏的ATX電源供應器測試儀
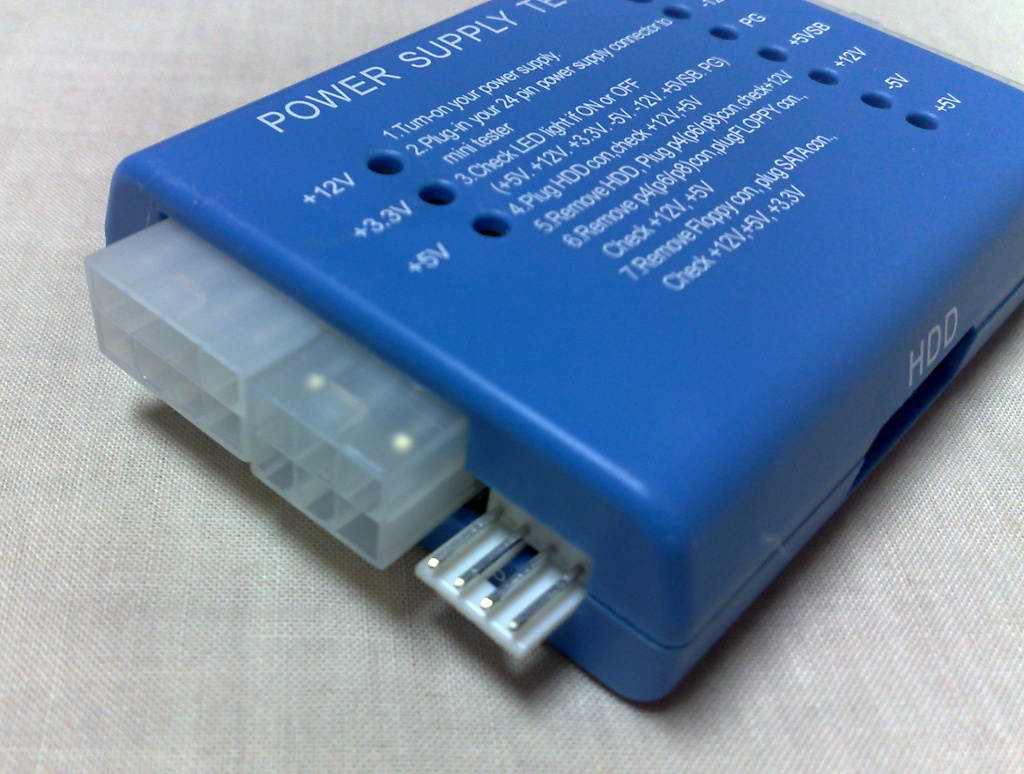
帶有LED指示燈的ATX電源供應器測試儀
漣波測試接線圖

## 相關
- 个人电脑
- 变压器
- 線性電壓調節器
- 開關模式電源

## 腳註

### 電源供應器功率計算
- eXtreme Power Supply Calculator （页面存档备份，存于）（頻繁更新）
- SnooP and goodone's Power Supply Calculator （页面存档备份，存于）; provides rails' amperage distribution
- Computer Power Supply Calculator（已過時）
- Journey Systems' online power supply calculator
- 功率计算器 （页面存档备份，存于）（中文）

### ATX電源供應器規格
- ATX12V電源供應器設計指導，版本2.01
- ATX12V電源供應器設計指導，版本2.2
- ATX12V電源供應器設計指導，版本2.3（桌上型電腦平台的電源供應器外觀尺寸標準，版本1.1）
- ATX12V電源供應器設計指導，版本2.31（桌上型電腦平台的電源供應器外觀尺寸標準，版本1.2）
- ATX12V電源供應器設計指導，版本2.4（桌上型電腦平台的電源供應器外觀尺寸標準，版本1.31）